# لوگرونیو
لوگُرونیو (اسپانیایی: Logroño) مرکز استان لاریُخای اسپانیا است. جمعیت آن ۱۴۷٬۰۳۶ نفر و مساحتش ۸۰ کیلومتر مربع است.